# Bozorgābād (ort i Yazd)
Bozorgābād (persiska: Bozgābād, بزگ آباد, بزرگ آباد) är en ort i Iran.   Den ligger i provinsen Yazd, i den centrala delen av landet, 500 km söder om huvudstaden Teheran. Bozorgābād ligger 2 001 meter över havet och antalet invånare är 181.
Terrängen runt Bozorgābād är platt åt nordväst, men åt sydost är den kuperad.Runt Bozorgābād är det glesbefolkat, med 11 invånare per kvadratkilometer. Närmaste större samhälle är Sarv, 9,2 km öster om Bozorgābād. Trakten runt Bozorgābād är ofruktbar med lite eller ingen växtlighet.